# Géza Vermes

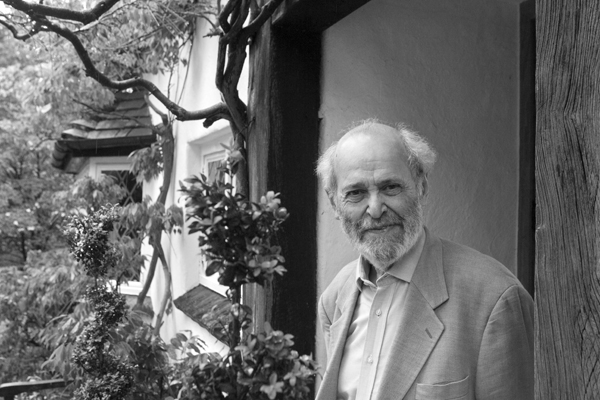
Géza Vermes (2007)

Géza Vermes (IPA: [ˈvɛrmɛʃ ˈɡeːzɒ]) (geb. 22. Juni 1924 in Makó, Ungarn; gest. 8. Mai 2013 in Oxford, England), gelegentlich auch Geza Vermes oder Géza Vermès geschrieben, war ein britischer Religionswissenschaftler, Theologe und Orientalist, der vor allem wegen seiner Arbeiten zu Jesus von Nazaret und den Schriftrollen vom Toten Meer bekannt wurde.
Jesus wurde von ihm nicht als Messias oder Sohn Gottes beschrieben, sondern als typischer jüdischer Gelehrter seiner Zeit, der nur auf Juden wirken, nicht missionieren oder eine neue Religion begründen wollte.

## Leben

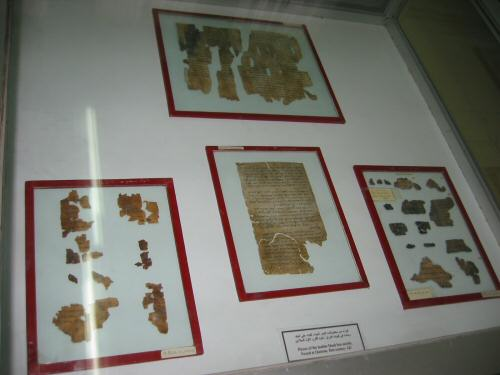
Fragmente der Rollen auf dem Präsentationsschrank im Archäologischen Museum, Amman. Foto von Gary Jones, im 2002

Géza Vermes war der Sohn jüdischer Eltern: des Journalisten Ernő Vermes und seiner Frau Terézia Riesz, die in seinem siebten Lebensjahr zum Katholizismus konvertierten. Beide Eltern kamen im Holocaust um. Nach dem Ende des Zweiten Weltkrieges wurde Géza Vermes zum Priester geweiht. Da sowohl die Jesuiten als auch die Dominikaner seinen Beitritt zu ihren Orden wegen seiner jüdischen Herkunft ablehnten, wurde er Mitglied der Brüder Unserer Lieben Frau von Sion, einer katholischen Priestergemeinschaft, die selbst von zwei jüdischen Konvertiten gegründet wurde. In weiterer Folge begann er, sich für seine jüdischen Wurzeln zu interessieren, engagierte sich gegen den Antisemitismus in der katholischen Kirche, trat 1957 aus der Kirche aus und bekannte sich wieder zu seiner jüdischen Identität.
Géza Vermes studierte in Budapest und Louvain Orientalistik und Sprachen. 1953 promovierte er über die Schriftrollen des Toten Meeres, die er als einer der ersten Wissenschaftler nach ihrer Entdeckung begutachtete und zum Teil übersetzte. Von 1957 bis 1981 lehrte er an der University of Newcastle und in Oxford. Wegen seiner Forschungsarbeiten, die von manchen als bahnbrechend eingestuft wurden, erhielt er als erster den Lehrstuhl für Jüdische Studien in Oxford. Ab 1991 war er Leiter des Forum for Qumran Research am Oxford Centre for Hebrew and Jewish Studies. 1985 wurde er zum Mitglied (Fellow) der British Academy gewählt.
Von 1958 bis 1993 war er mit Pamela Hobson Curle verheiratet, die zuvor mit Adam Curle verheiratet war. Nachdem seine erste Frau verstorben war, heiratete er 1996 Margaret Unarska, deren Sohn Ian er adoptierte.

## Veröffentlichungen (Auswahl)
Als Autor
- Scripture and tradition in Judaism. Haggadic studies (Studia post-biblica. Bd. 4). 2. Auflage. Brill, Leiden 1983, ISBN 90-04-07096-6.
- Jesus, der Jude. Ein Historiker liest die Evangelien (Jesus the Jew. A Historian’s Reading of the Gospels, 1973). Neukirchener Verlag, Neukirchen-Vluyn 1993, ISBN 3-7887-1373-9.
- The Dead Sea Scrolls. Qumran in Perspective. JSOT Press, Sheffield 1994, ISBN 0-334-02565-6.
- The Religion of Jesus the Jew. Fortress Press, Minneapolis 1993, ISBN 0-8006-2797-0.
- The Complete Dead Sea Scrolls in English. Penguin, London 1997, ISBN 0-14-044952-3.
- The Changing Faces of Jesus. Penguin, London 2001, ISBN 0-14-026524-4.
- Jesus in his Jewish Context. Fortress Press, Minneapolis 2003, ISBN 0-8006-3623-6 (früherer Titel Jesus and the World of Judaism).
- The Authentic Gospel of Jesus. Penguin, London 2004, ISBN 0-14-100360-X.
- Die Passion. Die wahre Geschichte der letzten Tage im Leben Jesu (The Passion, 2005). Primus Verlag, Darmstadt 2006, ISBN 3-89678-291-6.
- Anno Domini. Ein Who’s who zu Jesu Zeiten (Who’s Who in the Age of Jesus, 2005). Lübbe, Bergisch Gladbach 2008, ISBN 978-3-7857-2347-0.
- Die Geburt Jesu. Geschichte und Legende (The Nativity. History and Legend, 2006). Primus-Verlag, Darmstadt 2007, ISBN 978-3-89678-348-6.
- The Resurrection. History and Myth. Penguin, London 2010, ISBN 978-0-14-104622-8.
- Vom Jesus der Geschichte zum Christus des Dogmas (Christian Beginnings: from Nazareth to Nicaea, AD 30–325, Penguin 2012). Aus dem Englischen von Klaus-Jürgen Thornton. Berlin: Insel Verlag / Berlin: Verlag der Weltreligionen, 2016. ISBN 3-458-71040-X.

Als Herausgeber
- The Essenes According to the Classical Sources (Oxford Centre Textbook. Bd. 1). JSOT Press, Sheffield 1990, ISBN 1-85075-139-0 (zusammen mit Martin Goodman).